# Пачеко, Ирене
Ирене Пачеко (исп. Irene Pacheco; род. 26 марта 1971, Сан-Хуан-де-Ураба) — колумбийский боксёр, представитель легчайшей и наилегчайшей весовых категорий. Боксировал на профессиональном уровне в период 1993—2007 годов, владел титулом чемпиона мира по версии Международной боксёрской федерации (IBF).

## Биография
Ирене Пачеко родился 26 марта 1971 года в городе Сан-Хуан-де-Урабае департамента Антьокия, Колумбия.
Дебютировал в боксе на профессиональном уровне в ноябре 1993 года, отправив своего соперника в нокаут в четвёртом раунде. Боксировал исключительно на домашних колумбийских рингах и долгое время не знал поражений, одержал в течение последующих лет множество побед над многими соперниками.
В октябре 1996 года стал чемпионом Центральной Америки в наилегчайшей весовой категории по версии Всемирной боксёрской ассоциации (WBA), выиграв техническим нокаутом во втором раунде у непобеждённого никарагуанца Эмилио Альварадо (9-0). Позже одержал ещё несколько побед в рейтинговых поединках, в частности нокаутировал небитого соотечественника Анхеля Антонио Приоло (13-0).
Благодаря череде удачных выступлений в 1999 году удостоился права оспорить вакантный титул чемпиона мира в наилегчайшем весе по версии Международной боксёрской федерации (IBF), победил техническим нокаутом претендента из Перу Луиса Кокса Коронадо (9-3-2) и забрал чемпионский пояс себе.
Полученный титул Пачеко удерживал в течение пяти лет, проведя в общей сложности шесть успешных защит. Победил многих сильнейших представителей своего дивизиона, в частности им были побеждены такие известные боксёры как Масибулеле Макепула (18-0), Алехандро Монтьель (48-3), Дамаен Келли (18-1) и др.
Лишился титула чемпиона только в декабре 2004 года, когда в рамках седьмой защиты техническим нокаутом проиграл Вику Дарчиняну (21-0), потерпев тем самым первое в карьере поражение.
После некоторого перерыва в 2006 году Пачеко вернулся в профессиональный бокс и выиграл ещё три поединка, в частности в бою с Леоном Муром (17-0) завоевал вакантный титул интерконтинентального чемпиона в легчайшей весовой категории по версии Всемирной боксёрской организации (WBO).
В марте 2007 года боксировал за титул чемпиона мира WBO, но уступил техническим нокаутом в девятом раунде действующему чемпиону Джонни Гонсалесу (33-5) и на этом завершил спортивную карьеру. В общей сложности провёл на профи-ринге 35 боёв, из них 33 выиграл (в том числе 24 досрочно) и 2 проиграл.